# Сантежуде (Клуж)
Сантежуде (рум. Sântejude) насеље је у Румунији у округу Клуж у општини Цага. Oпштина се налази на надморској висини од 323 m.

## Становништво
Према подацима из 2002. године у насељу је живело 215 становника.

### Попис2002.
| Расподела становништва по националности 2002.‍ | Расподела становништва по националности 2002.‍ | Расподела становништва по националности 2002.‍ | Расподела становништва по националности 2002.‍ | Расподела становништва по националности 2002.‍ |
| --------------------------------------------- | --------------------------------------------- | --------------------------------------------- | --------------------------------------------- | --------------------------------------------- |
|                                               |                                               |                                               |                                               |                                               |
| Румуни                                        | Румуни                                        |                                               | 167                                           | 77,7%                                         |
| Мађари                                        | Мађари                                        |                                               | 18                                            | 8,4%                                          |
| Роми                                          | Роми                                          |                                               | 30                                            | 14,0%                                         |